# Район 12 (Хошимин)
Район 12 (вьет. Quận 12) — городской район Хошимина (Вьетнам).
По состоянию на 2010 год, в районе проживало 427 тысячи человек. Площадь района составляет 53.0 км². Район разделен на 11 кварталов.
Район 12 граничит с провинцией Биньзыонг и городом Тхудык на востоке, с уездом Хокмон на северо-западе, с районами Биньтхань, Говап, Танбинь и Танфу на юге.

## Администрация
Район состоит из 11 кварталов:
- Анфудонг
- Донгхынгтхуан
- Хьептхань
- Тантяньхьеп
- Тантхойхьеп
- Тантхойнят
- Танхынгтхуан
- Тханьлок
- Тханьсуан
- Тхойан
- Чунгмитэй

## Технопарк Куангчунг
В Районе 12 находится «Парк программного обеспечения Куангчунг», первый в сети вьетнамских технопарков.
«Парк программного обеспечения Куангчунг» предоставляет жилье и рабочие площади людям, которые заинтересованы в разработке программного обеспечения. Целью технопарка является стимулирование роста отрасли программного обеспечения во Вьетнаме. Проект спонсируют японская организация внешней торговли и агентство США по международному развитию.
Правительство Вьетнама организовало подключение к этому району высокоскоростного интернета. «Куангчунг» открылся в 2001 году, и к 2010 году в нём проживало 20 тысяч человек.
В 2017 году аудиторская компания KPMG, оценив восемь крупнейших азиатских технопарков, поставила «Куангчунг» на третье место по льготам и инфраструктуре, и на четвёртое — по показателям производительности и квалификации персонала.

### Налоги
Организации освобождаются от налогов в течение первых четырех лет после получения прибыли, а затем платят только 50 % своих обычных налогов в течение следующих девяти лет. Общие налоги для района составляют 10 % в течение первых 15 лет существования города и 25 % после этого. Импортные материалы, используемые для производства программного обеспечения, не облагаются налогом на импорт. Программное обеспечение не облагается налогами на экспорт. Налог на добавленную стоимость также не взимается с экспортируемого программного обеспечения и программного обеспечения, потребляемого внутри страны.

### Иностранные рабочие
Особые привилегии предоставляются иностранцам, участвующим в городском проекте, в частности, при получении виз, покупке или аренде жилья.

### Поставщик облачных услуг
Другая часть государственных стимулов включает платформу облачных вычислений для использования местными компаниями.